# Ferdo Šišić
Ferdinand Maksimilijan pl. Šišić (Vinkovci, 9. ožujka 1869. – Zagreb, 1. siječnja 1940.), bio je hrvatski povjesničar, "nestor hrvatske historiografije 20. stoljeća".

## Studij i profesorska karijera
Završio je Klasičnu gimnaziju u Zagrebu 1888. godine. Nakon maturiranja, započinje studij u Zagrebu na Mudroslovnom (Filozofskom) fakultetu, koji nastavlja u Beču, da bi se poslije odslušanoga trećeg semestra zbog financijskih problema kao posljedice očeve bolesti vratio u Zagreb, gdje sluša predavanja Tadije Smičiklasa i Tomislava Maretića, a u Beču Vatroslava Jagića. Godine 1900. stekao je naslov doktora na Sveučilištu u Zagrebu tezom Zadar i Venecija od 1159. do 1247., a 1902. habilitirao je radnjom Miha Madijev de Barbezanis, te je imenovan privatnim docentom za hrvatsku povijest od 12. do 14. stoljeća (do 1409.) i premješten je u Klasičnu gimnaziju u Zagrebu gdje je bio profesor od 1902. do 1906. godine. Poslije 1908. postaje sveučilišnim profesorom. Godine 1903. postaje dopisni član JAZU/HAZU, a 1911. pravi član Akademije. Uživao je veliki ugled na fakultetu te je 1925. godine na prijedlog samih studenata izabran za protektora Kluba studenata povijesti. Dužnost sveučilišnoga profesora obnašao je do umirovljenja 1939. godine, kada je umirovljen na vlastiti zahtjev.

## Političko djelovanje i osobna knjižnica
Politički, Šišić se angažirao na listi Hrvatsko-srpske koalicije od 1908. do 1917. godine kao predstavnik vinkovačkog izbornog kotara. Povjesničari su skloni Šišićevu političku karijeru označiti kao karijerizam bez snažnijega značaja, te oportunizam. No, Šišić kao političar ne može se mjeriti sa Šišićem kao povjesničarem. Ono čim je trajno zadužio hrvatsku povjesnicu je preobilno i minuciozno historiografsko djelo koje broji preko 450 jedinica. Među zanimljivim podatcima svakako valja napomenuti da je vremenom skupio pravu osobnu knjižnicu od preko 20.000 naslova (knjige, novinski članci, historiografske zbirke), koji su poslije njegove smrti postali najvrjednijim dijelom zbirke Hrvatskoga državnog arhiva u Zagrebu. Kao arhivarski znalac, Šišić je marno skupljao građu po mnogobrojnim zbirkama u Hrvatskoj, ali i Mađarskoj, Austriji, Britaniji, Francuskoj, Italiji, Belgiji, Češkoj i Slovačkoj.

## Povjesničarski rad
Predmet Šišićevoga znanstvenoga interesa poglavito je usredotočen na hrvatsku povijest ranoga i razvijenoga srednjega vijeka. Njegovo je glavno djelo Povijest Hrvata u vrijeme narodnih vladara (1925.), dok je popularnije djelo Pregled povijesti hrvatskoga naroda, u preradbi Jaroslava Šidaka u širokoj upotrebi skoro pet desetljeća. Nakon Šišićev smrti izdana je Poviest Hrvata za kraljeva iz doma Arpadovića (1102. – 1301.) (1944.), ali to nedovršeno djelo nije na razini njegovih najvažnijih radova. Među ostalim Šišićevim radovima ističe se monografija o Hrvoju Vukčiću Hrvatiniću, kritičko izdanje Ljetopisa popa Dukljanina, dok ostala sintetska djela, u kojima je dao pregled hrvatske povijesti i u kasnijim razdobljima (od 15. do 19. stoljeća) nisu vrijednosti kapitalne povijesti o hrvatskom ranom srednjovjekovlju. Šišić se također bavio izdavanjem izvorne građe koja se odnosi na početak 20. stoljeća.
Rad Ferde Šišića karakterizira sustavnost, objektivnost i akribija. Nu, ovdje valja reći da je njegovo djelo vrhunac tzv. genetičke historije. Šišića nije zanimala složenost problema povijesti kao znanosti, već je svoju pažnju usredotočio na događaje i pojedince. Uostalom, sam Šišić u Priručniku izvora hrvatske historije (1914.) ističe tri strupnja razvoja povijesne znanosti: deskriptivnu (kako je bilo), pragmatičnu (zašto je bilo) i genetičku (kako i zašto je postalo). Multidisciplinarni pristup u kojem se prepliću demografija, kulturologoja, povijest gospodarstva i umjetnosti te teoretski utjecaji "škole Anala" značajnije se u hrvatskoj historiografiji javlja tek u drugoj polovici 20. stoljeća - što stavlja Šišića u položaj klasika čiji je rad temelj neprocjenjive vrijednosti, ali ne i obrazac suvremenih povijesnoznanstvenih studija.

## Djela
Nepotpun popis ↓1:
- Bitka na krbavskom polju: (11. rujna 1493.): u spomen četiristagodišnjice toga dogadjaja: istorijska rasprava, Zagreb, 1893.
- Bitka kod Nikopolja: (25. septembra 1396.): historijska rasprava, Zagreb, 1896.
- [neaktivna poveznica], Zagreb, 1902.
- O smrti hrvatskoga kralja Zvonimira, Zagreb, 1905.
- [neaktivna poveznica], Zagreb, 1906.
- [neaktivna poveznica], Zagreb, 1908.
- Herceg-Bosna prigodom aneksije: geografsko-etnografsko-historička i državopravna razmatranja: predavao u Ljubljani dne 14. stud. 1908. dr. Ferdo pl. Šišić, kr. sveuč. profesor i narodni zastupnik za kotar vinkovački, Zagreb, 1908.
- O hrvatskom jeziku i o uvrštenju hrvatskih govora u dnevnike zajedničkoga sabora i delegacije: izvještaj učinjen po zaključku hrvatske delegacije na zajedničkom saboru, Zagreb, 1911.
- Hrvatski saborski spisi = Acta comitialia regni Croatiae, Dalmatiae et Slavoniae / uredio Ferdo Šišić, 5 sv. (sv. 1, Od godine 1526. do godine 1536., 1912.; sv. 2, Od godine 1537. do godine 1556.: dodatak: 1526. – 1539.,  1915.; sv. 3, Od godine 1557. do godine 1577., 1916.; sv. 4, Od godine 1578. do godine 1608.: dodatak od 1573. – 1605., 1917.; sv. 5, Od godine 1609. do 1630. godine: s dodatkom od god. 1570. do god. 1628., 1918.), Zagreb, 1912. – 1918.
- [neaktivna poveznica], Zagreb, 1913.
- Priručnik izvora hrvatske historije, Zagreb, 1914.
- [neaktivna poveznica], Zagreb, 1920.
- Pregled povijesti hrvatskoga naroda od najstarijih dana do 1. decembra 1918., Zagreb, 1920.
- [neaktivna poveznica], Beograd, 1922.
- Povijest Hrvata u vrijeme narodnih vladara, Zagreb, 1925.
- Kvaternik: (Rakovačka buna), Zagreb, 1926.
- Letopis popa Dukljanina, Zagreb, 1928.
- [neaktivna poveznica]: o stogodišnjici rođenja Franje Račkoga izdala Jugoslavenska akademija znanosti i umjetnosti, Zagreb, 1928.
- [neaktivna poveznica]: o stogodišnjici rođenja Franje Račkoga izdala Jugoslavenska akademija znanosti i umjetnosti, Zagreb, 1928.
- [neaktivna poveznica]: o stogodišnjici rođenja Franje Račkoga izdala Jugoslavenska akademija znanosti i umjetnosti, Zagreb, 1930.
- [neaktivna poveznica]: o stogodišnjici rođenja Franje Račkoga izdala Jugoslavenska akademija znanosti i umjetnosti, Zagreb, 1931.
- Predratna politika Italije i postanak Londonskog pakta (1870-1915), Split, 1933.
- Iz Strossmayerove korespondencije 1862., Zagreb, 1934.
- [neaktivna poveznica], Beograd, 1938.
- Podrijetlo Gajeva roda, Zagreb, 1939.
- Politika Habsburgovaca spram Hrvata do Leopolda I., Zagreb, 1939.

### Posmrtno
- Poviest Hrvata za kraljeva iz doma Arpadovića (1102-1301): prvi dio (1102-1205): od Kolomana do Ladislava III., Zagreb, 1944.
- Pregled povijesti hrvatskoga naroda, Zagreb, 1962., 1975.
- Povijest Hrvata u vrijeme narodnih vladara, Zagreb, 1990.
- Povijest Hrvata: pregled povijesti hrvatskoga naroda, Split, 2004.

## Nagrade
- 1911.: Nagrada iz zaklade Ivana N. grofa Draškovića, za knjigu Hrvatska povijest. III. dio: Od god. 1790. do god. 1847.[7]